# Dhumansoor, Homnabad
Dhumansoor là một làng thuộc tehsil Homnabad, huyện Bidar, bang Karnataka, Ấn Độ.